# Путч генералів
Алжирський путч (англ. Algiers putsch, фр. Putsch d'Alger або фр. Coup d'État d'Alger), також відомий як Путч генералів (фр. Putsch des Généraux) — невдалий переворот з метою повалення Президента Французької Республіки Шарля де Голля і встановлення військової хунти. Його організували у французькому Алжирі відставні генерали французької армії Моріс Шалль (колишній головнокомандувач у французькому Алжирі), Едмон Жуо (колишній генерал-інспектор у ВПС Франції), Андре Зеллер (колишній начальник штабу французької армії) і Рауль Салан (колишній головнокомандувач у французькому Алжирі). Путч тривав із другої половини дня 21 квітня по 26 квітня 1961 посеред Алжирської війни (1954–1962).
Призвідники путчу були проти таємних переговорів, які вів французький прем'єр-міністр Мішель Дебре з антиколоніальним Фронтом національного визволення. Генерал Салан заявив, що приєднався до перевороту, не займаючись його технічним плануванням; однак путч завжди вважався державним переворотом чотирьох осіб або, за славнозвісним висловлюванням де Голля, «жменьки відставних генералів» (фр. un quarteron de généraux en retraite).
Переворот мав пройти в два етапи: утвердження влади у великих містах Французького Алжиру Алжирі, Орані і Константіні та подальше захоплення Парижа. Столична операція проходила би під керівництвом полковника Антуана Арго силами французьких десантників, які б висадилися на стратегічні аеродроми. Проте командири в Орані і Костантіні відмовилися виконувати вимогу Шалля приєднатися до перевороту. Тим часом, завдяки службі розвідки про столичну фазу путчу стало відомо прем'єр-міністру Дебре.
22 квітня на паризьких летовищах було заборонено всі польоти і посадки та віддано наказ армії протидіяти перевороту «всіма засобами». Наступного дня президент Шарль де Голль, одягнений у свій генеральський однострій 1940-х років (йому було 70 років і він давно вийшов у відставку), виголосив на телебаченні знамениту промову, закликаючи французький народ і армію допомогти йому.